# Nactus sphaerodactylodes
Nactus sphaerodactylodes är en ödleart som beskrevs av  Kraus 2005. Nactus sphaerodactylodes ingår i släktet Nactus och familjen geckoödlor. Inga underarter finns listade i Catalogue of Life.